# Luis Pérez Hernández
Luis Pérez Hernández (Cúcuta, Norte de Santander, 25 de agosto de 1894-Bogotá, Cundinamarca, 28 de junio de 1959) fue un eclesiástico colombiano, Eudista de la Congregación de Jesús y María perteneciente a la Iglesia católica. Fue obispo auxiliar de Bogotá, obispo titular de Arados, y obispo de Cúcuta.

## Biografía

### Inicios
Nació en San José de Cúcuta (Norte de Santander), territorio de la entonces Diócesis de Nueva Pamplona, el 25 de agosto de 1894. 

### Sacerdocio
La ordenación sacerdotal la recibió de manos de la Congregación de Jesús y María el 10 de marzo de 1918, con apenas 23 años de edad.

## Episcopado

### Obispo Auxiliar de Bogotá
El papa Pío XII lo nombra obispo auxiliar de Bogotá el 3 de noviembre de 1945, siendo a su vez designado como titular de Arados, y el 6 de enero de 1946 se realiza su ordenación episcopal en la Solemnidad de la Epifanía del Señor.

### Obispo de Cúcuta
El 29 de mayo de 1956 es nombrado por el papa Pío XII para dirigir la naciente Cúcuta, convirtiéndose así en su primer obispo.
En su ministerio en la Diócesis de Cúcuta, crea el Periódico Diocesano de La Verdad.

### Fallecimiento
El 28 de junio de 1959, falleció en la ciudad de Bogotá (Cundinamarca).